# Московский колледж мебельной промышленности
Московский колледж мебельной промышленности (ГБОУ СПО МКМП) — государственное  бюджетное образовательное учреждение среднего профессионального образования.
ГБОУ СПО МКМП является единственным в Москве средним специальным учебным заведением специализирующимся исключительно на подготовке кадров для мебельной промышленности. В рамках системы подготовки кадров для предприятий мебельной промышленности Москвы и Подмосковья, колледж  реализует практическую деятельность в рамках объединения предприятий  мебельной промышленности ЗАО «Центромебель», обеспечивая тем самым соблюдение интересов предприятий, региона, образовательных учреждений, населения.

## История
- В 1943 г.  был организован  Московский механико-технологический техникум сетевязально-прядильного производства, который в 1953г. был преобразован в Судомеханический техникум Министерства рыбной промышленности РСФСР.
- В 1959 г. техникум  переименован в Ховринский индустриальный техникум Министерства судостроительной промышленности СССР.
- В 1963 г. Судомеханический техникум был переименован в Московский механико-технологический техникум деревообрабатывающей промышленности СССР. Специально для работников Московского мебельно-сборочного комбината №2 (ММСК-2), при техникуме был организован вечерний филиал на Полковой улице[1], в котором ежегодно обучались свыше 300 работников комбината и других мебельных предприятий[2].
- В 1974 г. Московский механико-технологический техникум был объединён со Всесоюзным заочным лесотехникумом (сокращённо ВЗЛТ)
- В 1984 г. ВЗЛТ преобразован в два учебных заведения: Московский техникум мебельной промышленности (МТМП), расположенный по улице Клинская д. 8а и Всесоюзный заочный лесотехникум (ВЗЛТ) в городе Щёлково
- В 1990 г. Московский техникум мебельной промышленности получил статус колледжа и стал именоваться ГОУ СПО Московский колледж мебельной промышленности.
- В 2005 г. ГОУ СПО МКМП перешёл в ведение Департамента образования города Москвы
- С 2012 г. Колледж получил статус бюджетного государственного образовательного учреждения и стал именоваться ГБОУ СПО Московский колледж мебельной промышленности (ГБОУ СПО МКМП).
- В 2014 г. Колледж реорганизовали с Колледжем Архитектуры и строительства №7, тем самым полностью завершив деятельность МКМП в 2015 году.

## Обучение
Московский колледж мебельной промышленности предлагает интегрированные образовательные программы базового и повышенного уровня (с углублённой подготовкой), в соответствии с которыми выпускники, получившие диплом о среднем профессиональном образовании повышенного уровня, могут получить высшее профессиональное образование с сокращённым сроком обучения.
Студенты, успешно освоившие образовательные программы колледжа, имеют возможность продолжить обучение в Московском государственном университете леса, с которым колледж плодотворно сотрудничает несколько десятилетий.
Кроме того выпускники колледжа продолжают обучение в Институте бухгалтерского учёта и аудита; Государственном университете управления; Московском государственном университете экономики, статистики и информатики; Академии экономики и управления; Академии труда и социальных отношений; в Московской финансово-промышленной академии.

## Специальности
- 151031 — Монтаж и техническая эксплуатация промышленного оборудования (по отраслям)
- 250401 — Технология деревообработки
- 100701 — Коммерция (по отраслям)
- 080114 — Экономика и бухгалтерский учёт (по отраслям)

## Последние события
- (недоступная ссылка) Июнь 2012 года — Состоялся круглый стол по проблемам организации Межрегионального образовательного кластера в производстве мебели. В заседании приняли участие: ГБОУ СПО Строительный колледж №41, ГБОУ СПО Строительный колледж №12, ГБОУ СПО Промышленно-экономический техникум, ЗОА "Центромебель", руководители отраслевых предприятий ЗАО "Московский зеркальный комбинат", ГК «GLOBAL EDGE», ведущие специалисты ГБНУ НИИРПО,  Горком  профсоюза работников лесной, бумажной и деревообрабатывающей промышленности,  Центральный комитета профсоюзов трудящихся мигрантов.
- (недоступная ссылка) Октябрь 2012 года —  Состоялся семинар «Разработка контрольно-оценочных средств (КОС) в соответствии с требованиями ФГОС НПО и СПО». В работе семинара приняли участие представители 16-ти ОУ СПО САО города Москвы: ГБОУ СПО Колледж архитектуры и строительства № 7, ГБОУ СПО Московский промышленно-экономический техникум, ГАОУ СПО Колледж предпринимательства № 11, ГБОУ СПО Колледж художественных ремёсел № 59, ГБОУ СПО Московский государственный колледж книжного бизнеса и информационных технологий, ГБОУ СПО технический пожарно-спасательный колледж № 57, ГБОУ СПО Московский колледж им. Моссовета, ГБОУ СПО Полиграфический колледж № 56, ГБОУ СПО технологический колледж № 34, ГАОУ СПО Политехнический колледж № 8, ГБОУ СПО технологический колледж № 14, Педагогический колледж № 1 им. К.Д.Ушинского, Педагогический колледж № 13 им. С.Я.Маршака.